# Klezmer

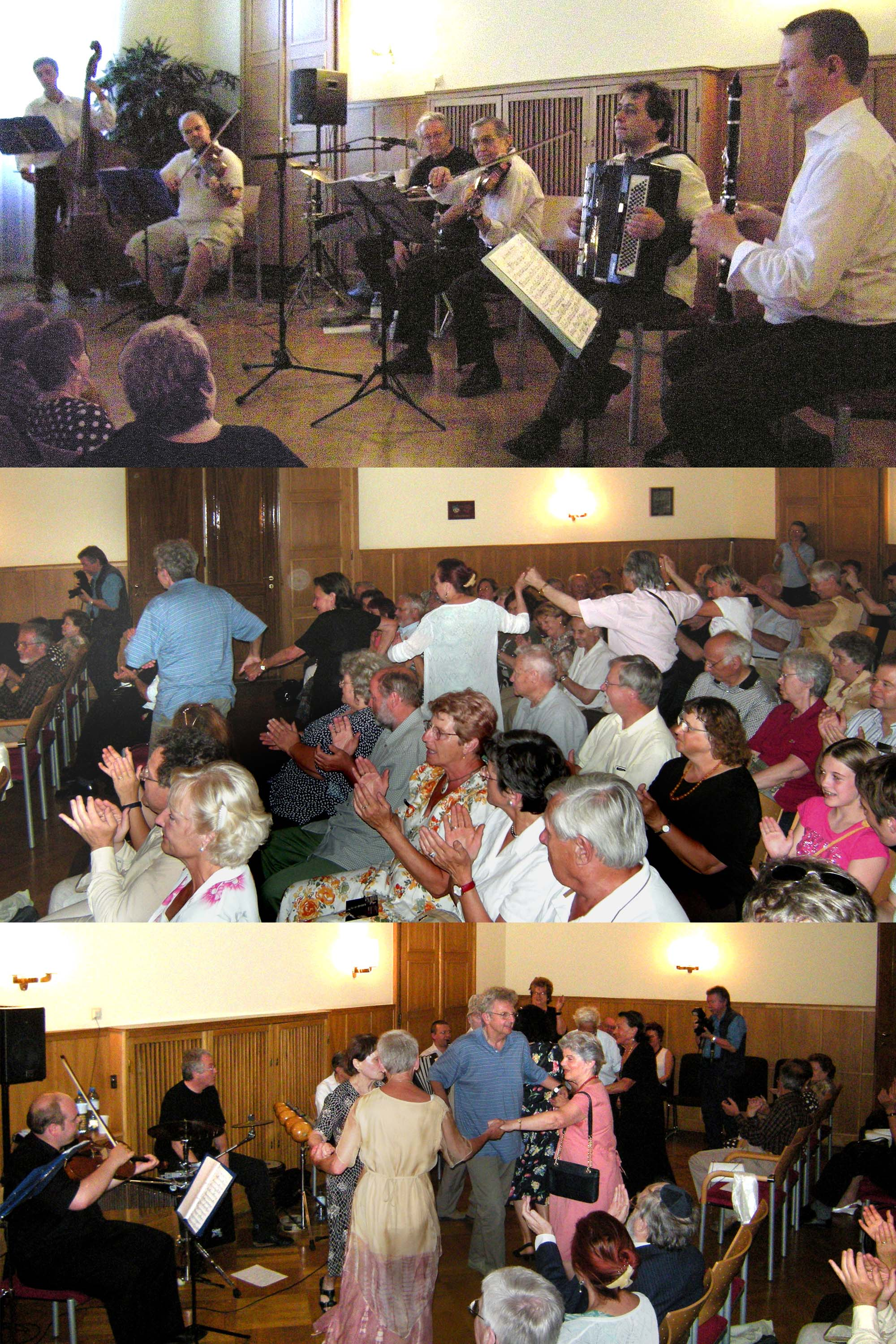
L'Ensemble Klesmer Wien che interpreta Lebedik un freilech, Vienna, 2009

Il Klezmer (Yiddish: כליזמר o קלעזמער [klezmer], pl.: כליזמרים [klezmorim] - strumenti di musica) è un genere musicale tradizionale degli ebrei aschenaziti dell'Est Europa. Il genere, suonato dai klezmorim, era composto prevalentemente da musiche che accompagnavano balli e rappresentazioni per matrimoni ed altre celebrazioni.
Negli Stati Uniti il genere conobbe una considerevole evoluzione in virtù della contaminazione con il jazz americano, che gli immigrati ebrei di lingua yiddish provenienti dall'Europa Orientale conobbero ed assimilarono tra il 1880 ed il 1924.[1] Anzi, negli anni del revival klezmer, nei primi anni Settanta, ci si riferiva normalmente proprio a questa variante contaminata. Nel secolo corrente, invece, i musicisti (come Josh Horowitz, Yale Strom e Bob Cohen) hanno cominciato a ricercare e a prestare maggiore attenzione al klezmer "originale", dell'era pre-jazz.
Rispetto ad altre musiche tradizionali europee, del klezmer si sa relativamente poco e molte cose sono legate a mere congetture.[2]

## Etimologia
La parola "klezmer" deriva da una combinazione delle parole ebraiche kley, che significa "strumento, utensile", e zemer, che significa "per fare musica"; da cui deriva kley" zemer כְּלִי זֶמֶר, "strumento musicale".
Effettivamente in origine il termine klezmer si riferiva solo agli strumenti musicali e solo in seguito fu esteso, in senso dispregiativo, ai musicisti stessi.[3] Dal XVI al XVIII secolo la parola sostituì altri termini più arcaici come leyts (clown).[4]
Solo nel tardo XX secolo la parola cominciò ad identificare un genere musicale: ad inizio secolo, infatti, le registrazioni e le composizioni erano note come "musica yiddish", anche se a volte veniva pure chiamata "musica freilech" (letteralmente "musica felice"). Le prime incisioni ad usare il termine klezmer furono East Side Wedding e Streets of Gold del 1977/78 dei The Klezmorim, seguite da Andy Statman e Zev Feldman con Jewish Klezmer Music nel 1979.

## Stile
Il klezmer è facilmente riconoscibile per le sue melodie espressive, che ricordano un po' la voce umana, anche nel ridere e nel piangere. Non è un caso: lo stile vuole infatti imitare il canto khazone e paraliturgico. Per produrlo vengono usati numerosi dreydlekh (parola yiddish che indica gli abbellimenti musicali), tra i quali i krekhts ("singhiozzi").
Sono diversi gli stili musicali che hanno influenzato la musica klezmer: il principale e più duraturo è probabilmente la musica tradizionale rumena, che i musicisti klezmer ascoltarono ed adattarono e che si rispecchia nelle forme di danza tuttora presenti nel repertorio musicale klezmer (Hora, Doina, Sirba, e Bulgar).

## Storia
Questo genere musicale fonde in sé strutture melodiche, ritmiche ed espressive che provengono dalle differenti aree geografiche e culturali (i Balcani, la Polonia e la Russia) con cui il popolo ebraico è venuto in contatto.
Musica che accompagna feste di matrimonio, funerali o semplici episodi di vita quotidiana, il klezmer nasce all'interno delle comunità ebraiche dell'Europa orientale, in particolare delle comunità chassidiche.
Questa musica esprime sia felicità e gioia sia sofferenza e malinconia, tipica della musica ebraica.
Lo strumento principale del mondo ebraico degli shtetl e dei ghetti è sicuramente il violino, ma nel klezmer acquisteranno crescente rilievo il clarinetto e gli ottoni, in particolare la tromba, gli strumenti percussivi, melodico percussivi come il cimbalom e altri strumenti come il violoncello, usato anche con la funzione di bassetto portatile.
Il Klezmer contribuì non poco alla formazione del jazz, quando molti ebrei perseguitati in Europa si trasferirono nelle Americhe.

## Artisti
Una lista degli artisti klezmer si può trovare sfogliando le categorie relative ai musicisti e ai
gruppi musicali klezmer.